# Tambak Langon
Tambak Langon is een bestuurslaag in het regentschap Soerabaja van de provincie Oost-Java, Indonesië. Tambak Langon telt 2268 inwoners (volkstelling 2010).